# Sierik Nurkazow
Sierik Tokienowicz Nurkazow (oryg. Серик Токенович Нурказов; ur. 4 października 1959 we wsi Aktau, ob. część miasta Temyrtau) – kazachski bokser walczący w barwach ZSRR, mistrz Europy z 1983.
Zdobył brązowy medal w wadze piórkowej (do 57 kg) na mistrzostwach Europy w 1981 w Tampere po przegranej w półfinale z Richardem Nowakowskim z NRD. Wystąpił na mistrzostwach świata w 1982 w Monachium, gdzie przegrał w ćwierćfinale wskutek kontuzji z Amerykaninem Bernardem Grayem.
Zwyciężył w kategorii piórkowej na mistrzostwach Europy w 1983 w Warnie po pokonaniu w finale reprezentanta gospodarzy Płamena Kamburowa.  Z powodu bojkotu radzieckiego nie wziął udziału we igrzyskach olimpijskich w 1984 w Los Angeles. Na turnieju Przyjaźń-84 zorganizowanym w Hawanie dla pięściarzy z państw bojkotujących igrzyska zdobył srebrny medal, po porażce w finale z Adolfo Hortą z Kuby. Odpadł w pierwszej walce na mistrzostwach świata w 1986 w Reno.
Sierik Nurkazow był mistrzem ZSRR w wadze piórkowej w 1982, 1984 i 1986, wicemistrzem w wadze koguciej (do 54 kg) w 1979 i 1980, a także brązowym medalistą w wadze piórkowej w 1983 i w wadze lekkiej (do 60 kg) w 1987.
Otrzymał tytuł Zasłużonego Mistrza Sportu ZSRR.